# Aleran av Barcelona
Aleran av Barcelona, död 852, var regerande greve av Barcelona mellan 850 och 852.
Han bemyndigades av Karl den skallige att återinföra de sydfranska områdena lojala mot Pippin I av Akvitanien till frankisk kontroll.